# Museo paleocristiano de Cartago
El Museo paleocristiano de Cartago (en árabe: المتحف المسيحي المبكر بقرطاج; en francés: Musée paléo-chrétien de Carthage) es un pequeño museo instalado tras las excavaciones realizadas en los años 1970 y 1980, como parte de la campaña internacional en la UNESCO para salvar el sitio de Cartago del olvido y poner en práctica el conocimiento científico que sigue siendo susceptible de ser explotado.
Abarca los períodos romanos y cristianos, especialmente a principios del siglo V hasta el siglo VIII temprano.